# Axpoele
Axpoele is een oude heerlijkheid op het grondgebied van de gemeente Ruiselede (provincie West-Vlaanderen), op de grens met de gemeente Aalter (provincie Oost-Vlaanderen).

## Geschiedenis
Op het grondgebied van de heren van Axpoele vond in 1128 de Slag van Axpoele plaats, een treffen tussen Willem van Normandië en Diederik van de Elzas na de moord op graaf Karel de Goede te Brugge in 1127. Een zekere Agnes van Axpoele, dochter van Filips, huwde met de uit Genua afkomstige Opicius Adornes (begraven te Gent 1307). [Gailliard, 1859] Afstammelingen van Opicius Adornes de oudere lieten omstreeks 1430 te Brugge de bekende Jeruzalemkerk bouwen [Geirnaert en Vandewalle, 1983]. 
In 1300 trok Filips van Axpoele met Gwijde van Dampierre, graaf van Vlaanderen, diens twee zonen en enkele edelen en ridders naar de Franse koning Filips de Schone te Parijs. Zij werden er gevangengenomen en opgesloten: de graaf te Compiègne en Filips en enkele ridders in het kasteel van Auvergne [De Limburg Stirum, 1868]. Twee jaar later vond te Kortrijk de Guldensporenslag plaats. Filips van Axpoele wordt beschouwd als voorouder van Jan van Axpoele, in 1361 begraven in de kerk van Ruiselede in den middel van den choor, onder een triomphante metale zaerck [Baron Bethune, 1900]. Jan van Axpoele was gehuwd met Catheline Dammans, die in 1384 overleed. Jan, heer van Axpoele is de voorvader van Geraert van Axpoele, die in 1488 te Brugge begraven werd en waarvan de tekst van zijn grafschift bewaard bleef [Gailliard, 1866].
Het Casteel 't Acxpoele werd in 1644 nog vermeld op een kaart in het werk Flandria Illustrata van Antonius Sanderus. Het kasteel geraakte volledig in verval en de laatste overblijfselen verdwenen in de loop van de 18e eeuw [Braet, 2003].

## Ruiselede en wapenschild van Axpoele
In 1847 kreeg de gemeente Ruiselede als gemeentewapen het wapenschild van de heren van Axpoele (Koninklijk Besluit 28 augustus 1847). Het schild in sabel (zwart) heeft een hoofd van zilver, beladen met een hoekige dwarsbalk van keel (rood). Men baseerde zich hierbij op een document van eind 15e eeuw (Rijksarchief Gent, Algemeen Familiefonds, nr. 6724, f° 8 r°). 
De gemeentelijke vlag (twee gelijke horizontale banen van wit en zwart met op het wit een rode hoekige dwarsbalk) werd vastgelegd bij beslissing van de gemeenteraad van 27 september 1985 en goedgekeurd bij Ministerieel Besluit van 2 december 1985. De beschrijving van het wapenschild uit 1845 werd aangepast in 1993 (ministerieel besluit 1 maart, verschenen in het Belgisch Staatsblad van 21 juni 1994). [Viaene-Awouters en Warlop, 2002]

## Axpoele actueel
Op de wijk Axpoele staat een kruis uit 1911 dat nu nog herinnert aan de Slag van Axpoele en aan de familie de Formanoir de la Cazerie die er al bijna twee eeuwen lang gronden bezit. Het kruis draagt de tekst: Ter nagedachtenis van de Weledele Heer Hubert de Formanoir de la Cazerie Heer van Axpoele Alwaar in 1128 een vermaarde Veldslag plaats had. [Depredomme, 1991]
Tot 2005 was er op deze wijk nog de 'Kunstgalerij Axpoele' van Yolande Taeymans, die minder bekende kunstenaars de kans gaf om hun werk te exposeren. 